# Grand Prix de Châtel-Guyon
Le Grand Prix de Châtel-Guyon est une ancienne course cycliste française, organisée à Châtel-Guyon dans le département du Puy-de-Dôme de 1936 à 1991.

## Palmarès
| Année | Vainqueur                 | Deuxième               | Troisième             |
| ----- | ------------------------- | ---------------------- | --------------------- |
| 1936  | André Decorps             | Marcel Mazeyrat        | Jean Gouttesolard     |
| 1941  | Robert Godard             | Edmond Jallon          | Georges Damiens       |
| 1942  | Emmanuel Clémente         | Jean Blanc             | Noël Van Celst        |
| 1943  | François Bussemey         | Fernand Carpentier     | Jean Blanc            |
| 1947  | Jean Blanc                | Raphaël Géminiani      | Serge Berselli        |
| 1948  | Lucien Lazaridès          | Jean Blanc             | Oscar Theron          |
| 1949  | ?                         | ?                      | ?                     |
| 1950  | Roger Buchonnet           | René Souillat          | Antoine Martinez      |
| 1951  | Jean Blanc                | Yves Cohen             | Max Cohen             |
| 1952  | Max Cohen                 | Claude Colette         | Ferdinand Devèze      |
| 1953  | Jean Blanc                | Lucien Lazaridès       | Jean Mennechet        |
| 1954  | Ferdinand Devèze          | Claude Colette         | Jean Blanc            |
| 1955  | Maurice Marsy             | Jean Blanc             | Ferdinand Devèze      |
| 1956  | Ferdinand Devèze          | Antoine Martinez       | Jean Blanc            |
| 1957  | Robert Ducard             | Antoine Martinez       | Yves Fayon            |
| 1958  | Raymond Poncet            | Maurice Marsy          | Maurice Gandolfo      |
| 1959  | Henri Epalle              | Joseph Boudon          | Maurice Gandolfo      |
| 1960  | Henri Epalle              | Raymond Poncet         | Jean Czaplicki        |
| 1961  | Maurice Marsy             | Stéphane Klimek        | André Coupé           |
| 1962  | Achille Tomasello         | Yves Fayon             | Jean Czaplicki        |
| 1963  | René Roffet               | José Gil Solé          | Georges Demay         |
| 1964  | Jacky Chantelouve         | Paul Gutty             | Jean-Marie Grangé     |
| 1970  | Joseph Kerner             | Noël Geneste           | Michel Lescure        |
| 1971  | Jacky Rougeron            | Joël Portejoie         | Yves Rault            |
| 1972  | Noël Geneste              | Giraud                 | Alain Mallet          |
| 1973  | Jean-Claude Theillière    | Christian Neri         | Robert Ducreux        |
| 1974  | Pierre-Raymond Villemiane | Jean-Claude Theillière | Guy Mazet             |
| 1975  | Yvon Verne                | Fernand Farges         | Dino Bertolo          |
| 1978  | Daniel Ceulemans          | Patrick Lis            | Yves Rault            |
| 1979  | Gérard Laroute            | Fernand Farges         | Patrick Senisse       |
| 1981  | Dominique Carbolet        | Jean Lamon             | Michel Del Puppo      |
| 1982  | Mustapha Najjari          | Ferdinand Julien       | Patrick Senisse       |
| 1983  | Patrick Janin             | Ferdinand Julien       | Bernard Sommavilla    |
| 1984  | Daniel Ceulemans          | Mariano Martinez       | Jean-Claude Laskowski |
| 1985  | Jean Chassang             | Henryk Charucki        | Roman Cieślak         |
| 1986  | Patrick Pages             | Éric Fouix             | Patrick Senisse       |
| 1987  | Joël Haloche              | Jean-Paul Hosotte      | Patrick Hosotte       |
| 1988  | Roman Cieślak             | Jan Brezny             | Denis Jusseau         |
| 1989  | Tanguy Boulch             | Éric Larue             | Gilles Bernard        |
| 1990  | Patrick Senisse           | Fabrice Fournet        | Christian Roman       |
| 1991  | Pascal Cabantous          | Jean-Pierre Duracka    | Jean-Claude Laskowski |